# Artoria triangularis
Artoria triangularis es una especie de araña araneomorfa del género Artoria, familia Lycosidae. Fue descrita científicamente por Framenau en 2002.
Habita en Australia (Australia Meridional y Queensland hasta Tasmania). Los machos tienen una longitud total de 4,4 mm; el cefalotórax mide 2,1 mm de largo y 1,5 mm de ancho.